# Paillataru
Paillataru (... – 1574) fu il toqui dei Mapuche dal 1564 al 1574.

## Biografia
Successe a Illangulién nel 1564, dopo la sua morte avvenuta nella battaglia di Angol. Si dice che Paillataru fosse fratello o cugino di Lautaro.
Durante il suo primo anno di comando guidò sporadici attacchi tesi a razziare i possessi spagnoli, evitando sempre un conflitto aperto. Nel 1565 Paillataru attaccò la vicina città di Cañete. La Audiencia Reale del Cile, che aveva assunto il controllo del Cile, tentò di trattare con Paillataru una tregua. Egli condusse i negoziati con l'obbiettivo di non far terminare il conflitto. Durante gli incontri Paillataru colse l'opportunità di erigere un pucará in una posizione ben difesa, a due leghe da Cañete. 
Quando a Concepción si seppe dell'operato di Paillataru, la corte perse la speranza d raggiungere la pace, e nominò il capitano Martín Ruiz de Gamboa alla guida di un esercito di 100 spagnoli e 200 ausiliari indiani con Lorenzo Bernal del Mercado come Maestro de Campo. Gli uomini di Gamboa attaccarono la fortezza e, dopo lunghi scontri, la conquistarono mettendola a fuoco e disperdendo gli uomini di Paillataru. Uccisero 200 di loro catturandone altri. Dopo la battaglia Pedro Cortez, con un gruppo di cazadores, razziò il paese nei pressi della città, tanto che per molto tempo i Mapuche non poterono condurre altre importanti operazioni.
Nel 1568 Paillataru radunò un nuovo esercito occupando le alture di Catirai. Subito il nuovo governatore, Melchor Bravo de Saravia, marciò contro il toqui con 300 soldati spagnoli e numerosi ausiliari indiani. Qui Paillataru sconfisse gli invasori, ed il governatore fuggì con il resto dei suoi uomini ad Angol, dove lasciò il comando dell'esercito nominando generale Gamboa. Impaurito dalla sconfitta, ordinò a Gamboa di evacuare la fortezza di Arauco, abbandonando molti cavalli che furono presi dai Mapuche. 
Paillataru, che si era spostato a Catirai per distruggere il forte spagnolo di Quiapo, marciò contro Canete tentando di assediarla. Gamboa avanzò per incontrarlo con tutti gli uomini che era riuscito a raccogliere e, con una lunga lotta sanguinosa, spinse Paillataru alla ritirata. Gamboa lo inseguì invadendo il territorio araucaniano, ma Paillataru raccolse uomini freschi respingendo l'assalto di Gamboa e facendolo fuggire. 
Paillataru fu sostituito, dopo la sua morte, dal toqui Paineñamcu, nome Mapuche del meticcio Alonzo Diaz.